# محوطه آق یازی
محوطه آق یازی در شهرستان بوئین‌زهرا، بخش آوج، روستای شهیدآباد واقع شده و این اثر در تاریخ ۱۰ مهر ۱۳۸۰ با شمارهٔ ثبت ۳۹۱۵ به‌عنوان یکی از آثار ملی ایران به ثبت رسیده است.